# Viktor Hait
Viktor Hait (* 26. června 1956 Šatov) je český spisovatel a výtvarník, představitel undergroundu.
Je vyučeným tesařem a studoval na průmyslové škole. Před rokem 1989 byl sedmkrát trestně stíhaný a strávil několik měsíců ve vězení. Zpočátku publikoval v samizdatu, jeho první kniha Guláš – tak jak to vopravdu je vyšla v roce 1989. Druhou vzpomínkovou knihu vydal v roce 2012 pod názvem Tři hlavy: ..dvě je málo, čtyři je moc.... (vydalo ji hudební vydavatelství Guerilla Records jako svůj první knižní počin). V následujícím roce vydal vlastním nákladem sbírku básní Učí pany k činsáb, roku 2014 knihu Proč nemůžou kočky pálit kalvádos, a v roce 2017 novelu rodokapsového typu Ušatec. V roce 2023 vyšla kniha Guláš – tak jak to vopravdu je v novém vydání s bonusovými materiály, včetně sešitu o vzniku původní knihy.
V devadesátých letech natočil nedochovaný film Jaro, léto, podzim, zima, aneb sejdeme se u Klimenta. Také působil v kapele Gambrinus Viktora Haita.

## Knihy
- Guláš – tak jak to vopravdu je (1989)
- Tři hlavy: ..dvě je málo, čtyři je moc.... (2012)
- Učí pany k činsáb (2013)
- Proč nemůžou kočky pálit kalvádos (2014)
- Ušatec (2017)